# Evaluare

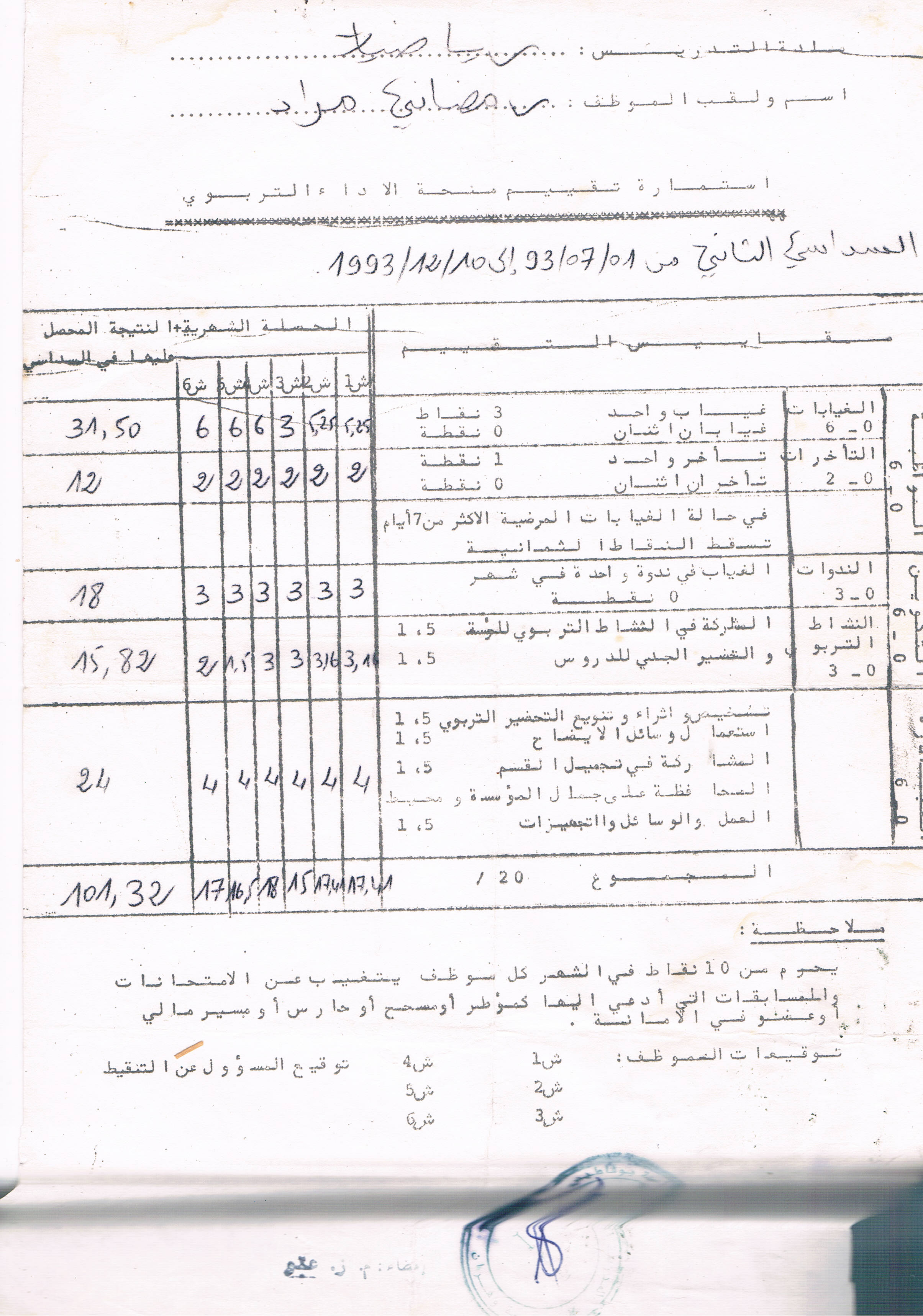
Model de evaluare a performanțelor pedagocice ale unui profesor

Evaluarea este o examinare sistematică a valorii, a prețului, a cantității etc. sau a caracteristicilor unui proces, a unui plan de acțiune (program) sau a unui obiect. Evaluarea cunoștințelor elevilor, studenților etc. Evaluarea este parte a  unui proces decizional. Ea include emiterea unui aviz asupra valorii, prin colectarea sistematică și analizarea informațiilor despre ea în raport cu anumite criterii. Evaluarea poate fi formativă sau sumativă. Evaluarea formativă are loc în decursul dezvoltării unui concept sau a unei propuneri, a unui proiect ori a unei organizații, în scopul îmbunătățirii valorii sau eficienței propunerii, proiectului sau organizației. Evaluarea sumativă se referă la situația când se trag concluzii dintr-o acțiune sau un proiect etc. care au fost încheiate.
== Etapele procesului de evaluare ==,
1. Determinarea subiectului de evaluat (ce va fi supus evaluării).
2. Punerea întrebărilor cheie.
3. Formularea criteriilor de evaluare și a standardelor organizației/întreprinderii evaluatoare.
4. Determinarea aspectelor ce ar trebui analizate pentru a răspunde la întrebările de evaluare.
5. Identificarea surselor de informații necesare .
6. Selectarea metodelor de lucru - anchetă, interviuri, observație, analiza documentelor, statistică etc.
7. Dezvoltarea de instrumente de lucru - forme, chestionare, linii directoare pentru interviuri, tabele etc.
8. Pregătirea programului de evaluare și instrumentele de monitorizare (urmărire a procesului evaluator).

- Obiectivele evaluării
- Colectarea informațiilor
- Date parțiale
- Client de evaluare.

## Planificarea și evaluarea unui proiect
În evaluarea proiectelor este folosită o metodă de evaluare formală. În general, sunt identificate trei grupe de metode de evaluare care conduc la rezultate diferite:
- Metoda monetară
- Metoda analizei multicriteriale
- Metoda tabelelor rezumative

Metoda monetară identifică dacă proiectul propus este suficient de profitabil și care sunt cele mai bune alternative. Banii sunt singurul criteriu aici, cu toate că se încearcă tangențial luarea în seamă și a aspectelor non-materiale (cum ar fi siguranța și protecția mediului).
Metoda analizei multicriteriale (MAMC) utilizează drept criterii costul, calitatea, preferințele. 
Metoda tabelelor rezumative este concepută pentru a răspunde în mod tabelar argumentelor pro și contra tuturor alternativelor cât mai simplu posibil pentru a prezenta o alegere echilibrată.

## Pseudo-evaluări
Cercetarea experimentală este cea mai bună abordare pentru determinarea relațiilor de cauzalitate între variabilele ce trebuiesc urmărite. O potențială problemă în folosirea acestei metode ca abordare evaluatoare este însă, că nu poate fi (temporal) suficient de adaptată la nevoile în schimbare, dinamice, a programelor de servicii umane.
Managementul sistemelor de informare poate oferi informații detaliate despre operațiunile dinamice ale programelor complexe. Cu toate acestea, aceste informații sunt limitate la date ușor cuantificabile/înregistrabile, de obicei, disponibile la intervale regulate.
Analiza de conținut este o abordare cvasi-evaluare, deoarece hotărârile de analiză de conținut nu trebuie să se bazeze pe declarațiile de valoare. În schimb, acestea trebuie să fie bazate pe cunoaștere concretă a obiectului evaluării. Astfel de analize de conținut nu sunt evaluări. Totuși, atunci când hotărârile de analiză de conținut se bazează și pe valori, aceste studii sunt evaluări.

## Etica evaluatorului
Evaluatorul are o obligație morală de a menține obiectivitatea sarcinii primite și de a aborda etic procesul de evaluare. Fără acest lucru, întregul proces de evaluare este incorect și poate degenera (voit sau nu) într-o încercare de manipulare sau de realizare a obiectivelor personale. Este important de subliniat că estimarea profesionistă a valorii de piață, este o evaluare obiectivă a drepturilor de proprietate asupra unor proprietăți anumite, la o anumită dată.
Toate abordările majore de evaluare trebuie să se bazeze pe o ideologie comună, a democrației liberale. Principiile importante ale acestei ideologii includ libertatea de alegere, unicitatea individului, anchetă empirică, obiectivitate. Aceste poziții etice au corespondente epistemologice-filozofice de obținere a cunoștințelor. Epistemologia obiectivistă este asociată cu etica utilitară.
Fiecare abordare epistemologică este împărțită în două perspective politice: una de elită, concentrându-se pe interesele de manageri și profesioniști, o a doua poate lua o perspectivă în masă, concentrându-se asupra consumatorilor.